# Lucky Man (Emerson, Lake & Palmer)
Lucky Man is een single van Emerson, Lake & Palmer (ELP). Het is afkomstig van hun debuutalbum Emerson, Lake & Palmer 1. Het nummer was bijna nooit uitgegeven.

## Geschiedenis
Na de opnamen ter voltooiing van hun eerste studioalbum kwam ELP enige minuten te kort om aan hun contract te voldoen. ELP moest twee elpeekanten vol worden, van elk 20 minuten. Tegelijkertijd zat de band zonder nieuw werk, want de groep bestond nog maar pas (sinds april 1970), dus erg veel tijd om te componeren was er niet geweest. Greg Lake vond in zijn archief een nummer, dat hij al op zijn twaalfde had geschreven, maar nooit uitgegeven. Keith Emerson was net even de studio uit voor een biertje en Lake en Carl Palmer gingen aan de slag. Greg eerst op de akoestische gitaar en Palmer achter de drumkit. Lake en Palmer vonden de opname nergens op lijken, maar het nummer knapte aanzienlijk op toen Lake de basgitaarstem inspeelde. Palmer speelt in dit nummer voor zijn doen subtiel met een jazzachtige groove vol syncopen. Een slot hadden de heren nog niet, maar de teruggekeerde Emerson probeerde er al improviserend en oefenend een slot aan te breien. Dat slot begint al in het derde refrein als Emerson een diepe dreigende knetterende drone (grondtoon D) inzet om vervolgens met glide control de moog alle kanten op laat gaan. Er is even een wilde beweging in de muziek te horen maar het nummer komt toch tot rust. Toen de heren de opnamen terugspeelden, was het direct gepiept. Zo zou het blijven, Emerson was daar later niet zo blij mee.
Het nummer bezorgde een doorbraak voor het gebruik van de Moog. Het nummer gaat over een man, die alles heeft wat zijn hartje begeert, vervolgens ten strijde trekt en wordt doodgeschoten.
B-kant van het plaatje werd Knife-Edge van Emerson, met een bewerking van een stuk van Leoš Janáček.
Vlak na de opnamen van het album stond ELP op het Isle of Wight Festival 1970 voor 500.000 man publiek.

## Musici
- Keith Emerson - moog-synthesizer
- Greg Lake - gitaren, bas, zang
- Carl Palmer - drums

## Lijsten
Het nummer belandde in de Amerikaanse Billboard Hot 100 op plaats 48 en in 1973 bij heruitgave op plaats 51; In Canada werd het plaats 25 respectievelijk 71. Ook in Nederland kwam het in de hitparade terecht. In 1975 werd het opnieuw uitgebracht echter zonder een notering te halen.

### Nederlandse Top 40
| Hitnotering: week 6/1971 t/m week 11/1971 | Hitnotering: week 6/1971 t/m week 11/1971 | Hitnotering: week 6/1971 t/m week 11/1971 | Hitnotering: week 6/1971 t/m week 11/1971 | Hitnotering: week 6/1971 t/m week 11/1971 | Hitnotering: week 6/1971 t/m week 11/1971 | Hitnotering: week 6/1971 t/m week 11/1971 | Hitnotering: week 6/1971 t/m week 11/1971 |
| Week:                                     | 1                                         | 2                                         | 3                                         | 4                                         | 5                                         | 6                                         |                                           |
| ----------------------------------------- | ----------------------------------------- | ----------------------------------------- | ----------------------------------------- | ----------------------------------------- | ----------------------------------------- | ----------------------------------------- | ----------------------------------------- |
| Positie:                                  | 25                                        | 14                                        | 12                                        | 17                                        | 28                                        | 40                                        | uit                                       |

### NederlandseSingle Top 100
| Hitnotering: 6-2-1971 t/m 12-3-1971 | Hitnotering: 6-2-1971 t/m 12-3-1971 | Hitnotering: 6-2-1971 t/m 12-3-1971 | Hitnotering: 6-2-1971 t/m 12-3-1971 | Hitnotering: 6-2-1971 t/m 12-3-1971 | Hitnotering: 6-2-1971 t/m 12-3-1971 | Hitnotering: 6-2-1971 t/m 12-3-1971 |
| Week:                               | 1                                   | 2                                   | 3                                   | 4                                   | 5                                   |                                     |
| ----------------------------------- | ----------------------------------- | ----------------------------------- | ----------------------------------- | ----------------------------------- | ----------------------------------- | ----------------------------------- |
| Positie:                            | 24                                  | 19                                  | 15                                  | 14                                  | 20                                  | uit                                 |

### NPO Radio 2 Top 2000
| Nummer met noteringen in de NPO Radio 2 Top 2000 | '99 | '00 | '01 | '02 | '03 | '04 | '05 | '06 | '07 | '08 | '09 | '10 | '11 | '12 | '13  | '14  | '15  | '16  | '17  | '18  | '19  | '20  | '21  |
| ------------------------------------------------ | --- | --- | --- | --- | --- | --- | --- | --- | --- | --- | --- | --- | --- | --- | ---- | ---- | ---- | ---- | ---- | ---- | ---- | ---- | ---- |
| Lucky Man                                        | 409 | 237 | 416 | 385 | 296 | 418 | 443 | 501 | 693 | 472 | 628 | 718 | 912 | 998 | 1121 | 1261 | 1350 | 1304 | 1160 | 1688 | 1668 | 1777 | 1916 |

1. ↑  Een vetgedrukt getal geeft de hoogste notering aan.
2. ↑  Deze tabel is bijgewerkt tot en met de laatste editie (2024).